# عبدالله شیخ اعظمی
عبدالله شیخ اعظمی (زاده ۹ فروردین ۱۳۷۹ در شهر آمل در استان مازندران) کشتی‌گیر آزادکار ایرانی در وزن ۷۹ کیلوگرم است. او در مسابقات قهرمانی جوانان آسیا که به میزبانی کشور تایلند برگزار شد، سابقه کسب مدال طلا را دارد و همچنین در جام پیروزی که به میزبانی ترکیه به انجام رسید هم شیخ اعظمی موفق به کسب مدال برنز شد.
شیخ اعظمی در مسابقات کشتی ساحلی هم سابقه فعالیت دارد و در رقابت‌های قهرمانی جهان به میزبانی کشور ایتالیا، او توانست مدال برنز را از آن خود کند. وی در لیگ برتر کشتی آزاد ایران هم سابقه عضویت در تیم سهند ارس را در کارنامه خود دارد.

## افتخارات
- مدال طلا مسابقات جوانان قهرمانی آسیا (تایلند ۲۰۱۹)[۱۲][۱۳][۱۴]
- مدال برنز مسابقات جوانان جام پیروزی (ترکیه ۲۰۱۹)[۱۵][۱۶]
- مدال برنز مسابقات کشتی ساحلی قهرمانی جهان (ایتالیا ۲۰۲۱)[۱۷]